# 247e régiment d'assaut aéroporté de la Garde
Pour les articles homonymes, voir 247e régiment.
Le 247e régiment d'assaut aéroporté de la Garde (en russe : 247-й гвардейский десантно-штурмовой полк, abrégé en russe : 247 гв. дшп) est un régiment des troupes aéroportées russes (n° d'unité 54801), qui fait partie de la 7e division d'assaut aéroporté de la Garde du district militaire sud. L'unité est formée pour la première fois en 1973 sous le nom de 21e brigade d'assaut aérien et transférée dans les troupes aéroportées soviétiques en 1990, devenant la 21e brigade aéroportée. La brigade est rebaptisée 247e régiment d'assaut aéroporté en 1998. En 1998, elle obtient le titre « Cosaques caucasiens », bien qu'elle ne soit pas entièrement composé de ce groupe de populations. En 2013, le régiment reçoit le titre honorifique « de la Garde ». L'unité combat pendant la première guerre de Tchétchénie, la guerre du Daghestan, la seconde guerre de Tchétchénie, la guerre russo-géorgienne et la guerre russo-ukrainienne (guerre du Donbass et invasion russe de l'Ukraine).

## Histoire

### Union soviétique
Le régiment est formé pour la première fois le 19 février 1973 sous le nom de 21e brigade d'assaut aérien à Koutaïssi (district militaire de Transcaucasie), qui comprend le personnel du 337e régiment aéroporté de la Garde. La brigade est initialement composée des 802e, 803e et 804e bataillons d'assaut aérien. Avec les 11e et 13e brigades aéroportées, la brigade sert d'unité de test pour le concept aéromobile soviétique. En 1973, la brigade participe à l'exercice Passe neige (russe : Снежный перевал). La brigade mène des exercices tactiques avancés sous la supervision du chef d'état-major général en 1974.
En septembre 1977, le 1059e bataillon d'artillerie de la brigade est dissous et remplacé par une batterie d'artillerie et une batterie antiaérienne. À peu près à la même époque, le 1171e groupe d'aviation de la brigade est scindé en 325e régiment de transport-combat et le 395e régiment d'hélicoptères de combat.
La brigade participe aux exercices « West-81 » en 1981 et au « Caucasus-85 ». Des éléments de la brigade participent aux opérations de nettoyage après la catastrophe de Tchernobyl en 1986. La brigade participe à l'exercice « Caucasus-87 » l'année suivante. Ses 292e et 325e régiments d'hélicoptères sont détachés en 1988. En 1989, la brigade reçoit une bannière rouge du Conseil militaire du district militaire de Transcaucasie. La brigade attaque l'aéroport d'Erevan en juillet 1989 après son occupation par des Arméniens armés. Le 12 juillet, elle débarque à Leninakan pour aider au sauvetage après le tremblement de terre arménien de 1988. En 1990, l'unité reçoit le fanion du ministre de la Défense « Pour son courage et sa bravoure ». Le 1er juin 1990, elle est transférée dans les forces aéroportées soviétiques et rebaptisée 21e brigade aéroportée,.

### Russie
En 1992, la brigade déménage à Stavropol. En 1994, la brigade reçoit le titre honorifique « Cosaques de Stavropol ». Du 11 décembre 1994 à novembre 1996, la brigade combat dans la première guerre de Tchétchénie. Le colonel Iouri Em est nommé commandant de brigade en 1995. Le 1er mai 1998, elle est rebaptisée 247e régiment d'assaut aéroporté et rejoint la 7e division d'assaut aéroporté de la Garde du district militaire sud. Le 12 septembre, elle reçoit le titre de « Cosaques caucasiens », bien qu'elle ne soit pas entièrement composée de ce groupe de populations.
À partir d'août 1999, le régiment participe à la guerre du Daghestan. D'octobre 1999 à janvier 2000, le régiment combat dans la seconde guerre de Tchétchénie, notamment dans les batailles de Chelkovskaïa, Goudermes, Chali et Argoun. Le 25 novembre 1999, le régiment s'empare de  Novogroznensky, tuant plus de 50 militants tchétchènes. Le commandant du régiment Em reçoit le titre de héros de la fédération de Russie pour ses actions.

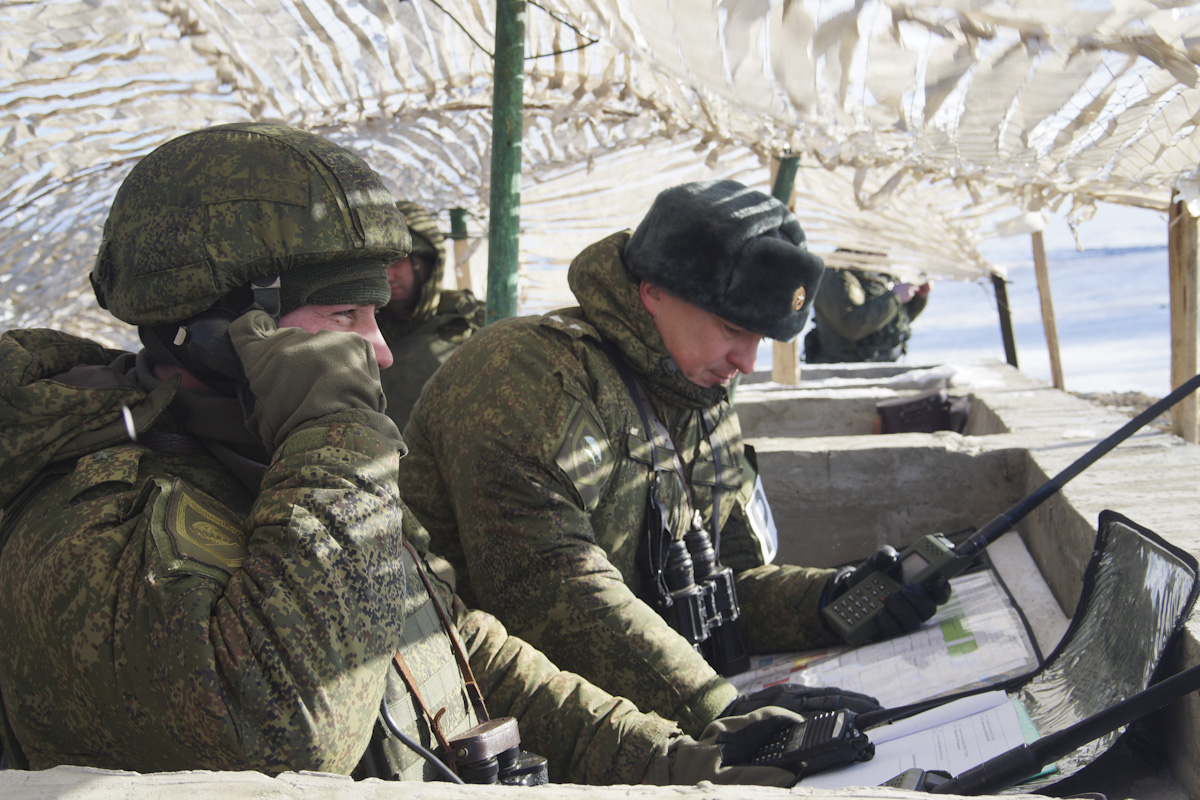
Soldats du régiment lors d'un exercice tactique dans le kraï de Stavropol, 2018.

Le colonel Alexeï Naumets est nommé commandant du régiment le 2 juin 2007. En 2008, le régiment envahit la Géorgie avec le reste de la division, et est impliqué dans la bataille de la vallée de Kodori. Le régiment reçoit le titre honorifique « de la Garde » le 3 juin 2013. L'unité fournit un groupe tactique de bataillon pour participer à l'intervention militaire russe d'août 2014 dans la guerre du Donbass. Un groupe prend part à la bataille d'Ilovaïsk, où une colonne de véhicules de combat de régiments est photographiée par un soldat du régiment devant le véhicule de commandement R-149BMR détruit de la 121e brigade de transmissions ukrainienne. En mars 2015, le régiment ouvre son musée à Stavropol.
Dans le contexte de la crise russo-ukrainienne, à partir de décembre 2021, le régiment est déployé en Crimée. Il participe à l'invasion russe de l'Ukraine en 2022 et son commandant, le colonel [de la Garde] Konstantine Zizievsky, est réputé tué au combat en février 2022. Le régiment fait l'objet d'une enquête en rapport avec les crimes de guerre commis à Boutcha. Un dépôt de munitions et un poste de commandement du 247e régiment sont détruits par les forces ukrainiennes le 22 août 2022 lors des attaques de Tchornobaïvka. Le 9 septembre 2022, plusieurs agences de presse signalent la destruction complète de l'unité lors de la contre-attaque ukrainienne dans la région de Kherson.
Le régiment participe aux efforts pour tenir la localité de Staromaiorske (en) lors de la contre-offensive ukrainienne de 2023. L'unité aurait refusé de se battre en raison du manque d'équipement, des avancées ukrainiennes et des pertes élevées.

## Commandants
L'unité a été commandée par les officiers suivants:
- Colonel Viktor Fiodorovitch Pougatchev (1973-1975)
- Colonel Viktor Moussiyenko (1975-1980)
- Colonel Nikolaï Pletnev (1980-1983)
- Colonel Albert Bondar (1983-1984)
- Colonel Ivan Kolesnikov (1984-1986)
- Colonel Vitali Zababourine (1986-1989)
- Colonel Valentine Vassilievitch Marine (1989-1995)
- Colonel Iouri Em (1995-2001)
- Colonel Alexandre Evguenievitch Medvedev (2001-2003)
- Colonel Alexeï Ragozine (2003-2007)
- Colonel Alexeï Naumets (2007-2009)[22]
- Colonel Dmitri Ovcharov (2009-avril 2011)[23]
- Colonel Alexandre Valitov (avril 2011-2013)[24]
- Colonel Sergueï Maximov (2013)[25]
- Colonel Roman Iouvakaïev (?-?)[26]
- Colonel Konstantine Zizievsky (2020-2022), tué lors de l'invasion russe de l'Ukraine en 2022[27].